# Ontochariesthes namibianus
Ontochariesthes namibianus är en skalbaggsart som beskrevs av Karl Adlbauer 1996. Ontochariesthes namibianus ingår i släktet Ontochariesthes och familjen långhorningar. Inga underarter finns listade i Catalogue of Life.

## Bildgalleri

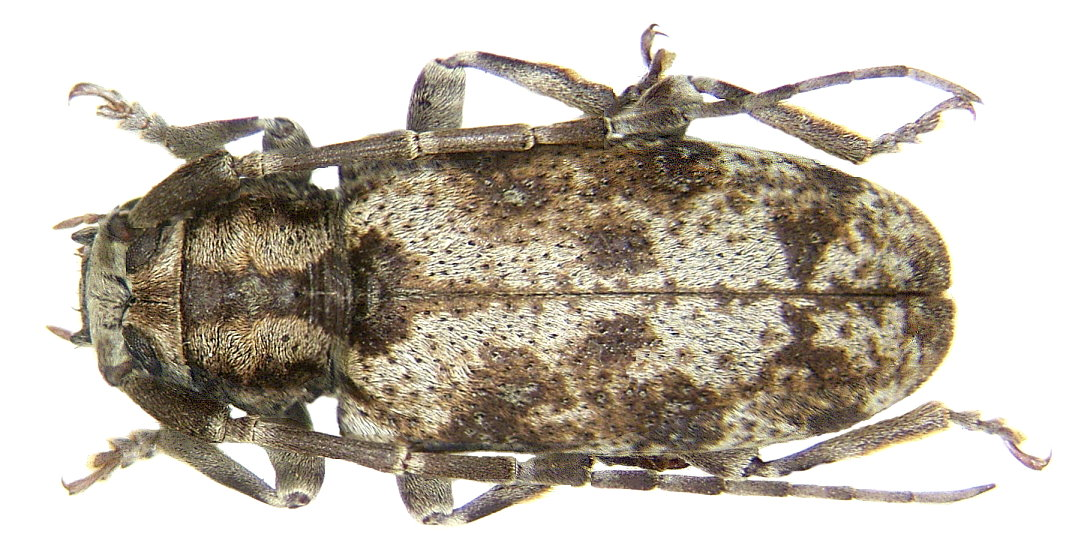